# 아르투로 우이의 출세
《아르투로 우이의 출세》(Der aufhaltsame Aufstieg des Arturo Ui)는 극작가 베르톨트 브레히트가 쓴 1941년 희곡이다. 시카고의 암흑가를 제패해 막강한 갱단의 두목이 된 알 카포네의 출세와 아돌프 히틀러의 집권 여정 사이에서 유사성을 발견하고 히틀러의 나치 정권이 대두할 무렵의 독일 정세를 시카고의 암흑가로 옮긴 패러디극이다. 1930년대 아르투로 우이는 시카고의 조직폭력배 두목으로 꽃배추 상인조합(원)을 위협해서 소위 보호경비를 강제로 받아내 시카고를 장악한 다음 인근 도시인 시세로까지 세력을 확대한다. 이 과정은 히틀러가 정치적 세력을 형성하고 집권에 성공하며 오스트리아를 합방하는 과정과 대비된다.

## 배경
파시즘의 절정기였던 1941년, 브레히트는 시카고의 암흑가를 제패해 막강한 갱단의 두목이 된 알 카포네의 출세와 히틀러의 집권 여정 사이에서 유사성을 발견하고 히틀러의 나치 정권이 대두할 무렵의 독일 정세를 시카고의 암흑가로 옮긴 패러디극 <아르투로 우이의 출세>를 쓴다. 이를 통해 정치와 경제가 유착하는 시민자본주의의 경제 시스템은 공공연하게 국수주의로 변해 결국 파시즘을 낳을 수도 있다는 것을 보여준다.
세계 경제공황이 일어난 1930년대 시카고를 무대로 활약한 갱단의 두목 알 카포네의 전기적 사실이 사건진행의 근간을 이룬다. 주인공 아르투로 우이는 시카고의 조직폭력배 두목으로 꽃배추 상인조합(원)을 위협해서 소위 보호경비를 강제로 받아내 시카고를 장악한 다음 인근 도시인 시세로까지 세력을 확대한다. 주인공 우이가 세력을 강화해가는 과정은 독일의 히틀러가 정치적 세력을 형성하고 마침내는 집권에 성공하며 오스트리아를 합방하는 과정과 대비된다.